# Paykullia florentina
Paykullia florentina är en tvåvingeart som först beskrevs av Camillo Rondani 1861.  Paykullia florentina ingår i släktet Paykullia och familjen gråsuggeflugor.
Artens utbredningsområde är Italien. Inga underarter finns listade i Catalogue of Life.